# Glucosamine
La glucosamine est un glucide de la famille des osamines dont la structure est basée sur celle du glucose. La glucosamine est un précurseur utilisé pour la glycosylation des protéines et des lipides. C'est également un composant important de plusieurs polysaccharides, en particulier la chitine, constituant majeur de la cuticule ou carapace des arthropodes (insectes, crustacés…).

## Chimie et structure
Dans la molécule de glucosamine, le carbone en position 2 ne porte pas de fonction alcool mais une fonction amine primaire (-NH2) orientée de la même façon sur le carbone asymétrique.
Sa formule brute est C6H13NO5.
Dans les cellules vivantes, la glucosamine est synthétisée sous forme de glucosamine-6-phosphate, à partir du fructose-6-phosphate et de la glutamine. La fonction amine peut être modifiée en amide par condensation d'une molécule d'acide acétique pour donner la N-acétyl-glucosamine.

## En médecine
La glucosamine est utilisée de manière courante pour le traitement des douleurs articulaires de l'arthrose, cette molécule étant l'un des composants du cartilage. Le marché américain est d'un peu plus de huit cents millions de dollars, et le marché mondial de deux milliards de dollars en 2008.
Son efficacité reste non démontrée, tant sur les douleurs que sur l'évolutivité de l'arthrose,.
La glucosamine étant extraite de carapaces de crustacés est déconseillée pour ceux qui y sont allergiques.
La glucosamine ou la chondroïtine utilisées seules ou en association ne démontrent pas leur efficacité dans les douleurs communes d'arthrose du genou, même s'il pourrait exister une efficacité dans les cas où les douleurs sont les plus importantes.
Les nombreuses études sur le sujet divergent, et selon la méthode employée et les doses administrées, le résultat d'une cure de glucosamine est considéré comme bon/neutre/mauvais à court terme, puis peut voir ces effets demeurer les mêmes ou fluctuer à long terme. Certaines études tendraient même à prouver que sur la durée la glucosamine pourrait aider à l'apparition du diabète, tandis que d'autres concluent à une amélioration conséquente de la santé des articulations.[réf. nécessaire]
En France, la glucosamine est commercialisée sous les noms Flexea, Structoflex, Dolenio, Voltflex, Osaflexan ou Synotabs. Ces médicaments ne sont plus pris en charge par la collectivité. On la trouve aussi sous forme de compléments alimentaires.
Il est à noter que ce produit est distribué comme médicament dans certains pays comme l'Italie, mais reste dans le domaine des suppléments alimentaires aux États-Unis, au Canada en Allemagne ou en Russie.
L'efficacité de la glucosamine dans le traitement de l'arthrose est remise en question dans le cadre d'études par rapport à des placebos,.